# Amy Frazier
Amy Frazier (Saint Louis, 19 september 1972) is een voormalig tennisspeelster uit de Verenigde Staten van Amerika. Zij begon op driejarige leeftijd met tennissen. In het volwassenencircuit speelde zij voor het eerst in 1986 een toernooi in Tulsa. Zij werd professional in 1990. In 2006 beëindigde zij haar loopbaan.

## Loopbaansamenvatting
Op de WTA-tour wist zij acht enkelspeltitels te behalen. Zij bereikte tweemaal de kwartfinale op een grandslamtoernooi: in 1992 op het Australian Open en in 1995 op het US Open. Zij verloor toen respectievelijk van de Amerikaanse Mary Joe Fernandez en de Duitse Steffi Graf. Haar hoogste notering op de enkelspelranglijst was de 13e plaats (februari 1995).
In het dubbelspel wist zij vier titels te behalen op de WTA-tour. In 1995 bereikte zij met Kimberly Po de kwartfinale op Wimbledon. In 1998 bereikte zij op de US Open eveneens de kwartfinale, samen met Katie Schlukebir. Zij haalde daarnaast nog eens vijf titels binnen op het ITF-circuit.

## Posities op deWTA-ranglijst
Positie per einde seizoen:
| jaar | rang enkelspel | rang dubbelspel |
| ---- | -------------- | --------------- |
| 1986 | 352            | –               |
| 1987 | 147            | 162             |
| 1988 | 53             | 175             |
| 1989 | 33             | 117             |
| 1990 | 16             | 80              |
| 1991 | 28             | 67              |
| 1992 | 19             | 46              |
| 1993 | 39             | 39              |
| 1994 | 16             | 73              |
| 1995 | 18             | 51              |
| 1996 | 33             | 31              |
| 1997 | 37             | 35              |
| 1998 | 42             | 75              |
| 1999 | 19             | 66              |
| 2000 | 20             | 60              |
| 2001 | 48             | 112             |
| 2002 | 39             | 141             |
| 2003 | 61             | 229             |
| 2004 | 26             | 306             |
| 2005 | 55             | 213             |
| 2006 | 126            | 171             |

## Palmares
| Legenda                |
| ---------------------- |
| Grandslamtoernooi      |
| Olympische Spelen      |
| Year-End Championships |
| Tier I                 |
| Tier II                |
| Tier III               |
| Tier IV & V            |

### WTA-finaleplaatsen enkelspel
| nr.              | finale     | toernooi          | ondergrond    | tegenstandster       | score         |         |
| ---------------- | ---------- | ----------------- | ------------- | -------------------- | ------------- | ------- |
| gewonnen finales |            |                   |               |                      |               |         |
| 1.               | 1989-02-26 | WTA Wichita       | hardcourt (i) | Barbara Potter       | 4-6, 6-4, 6-0 | details |
| 2.               | 1990-02-25 | WTA Oklahoma      | hardcourt (i) | Manon Bollegraf      | 6-4, 6-2      | details |
| 3.               | 1992-05-24 | WTA Luzern        | gravel        | Radomira Zrubáková   | 6-4, 4-6, 7-5 | details |
| 4.               | 1994-08-14 | WTA Los Angeles   | hardcourt     | Ann Grossman         | 6-1, 6-3      | details |
| 5.               | 1995-04-16 | WTA Japan (Tokio) | hardcourt     | Kimiko Date          | 7-6, 7-5      | details |
| 6.               | 1999-04-18 | WTA Japan (Tokio) | hardcourt     | Ai Sugiyama          | 6-2, 6-2      | details |
| 7.               | 2004-01-16 | WTA Hobart        | hardcourt     | Shinobu Asagoe       | 6-3, 6-3      | details |
| 8.               | 2005-11-06 | WTA Québec        | tapijt (i)    | Sofia Arvidsson      | 6-1, 7-5      | details |
| verloren finales |            |                   |               |                      |               |         |
| 1.               | 1990-09-30 | WTA Nichirei      | tapijt (i)    | Mary Joe Fernandez   | 6-3, 2-6, 3-6 | details |
| 2.               | 1994-04-10 | WTA Japan (Tokio) | hardcourt     | Kimiko Date          | 5-7, 0-6      | details |
| 3.               | 1994-09-25 | WTA Nichirei      | hardcourt     | Arantxa Sánchez      | 1-6, 2-6      | details |
| 4.               | 1996-04-21 | WTA Japan (Tokio) | hardcourt     | Kimiko Date          | 5-7, 4-6      | details |
| 5.               | 1997-04-20 | WTA Japan (Tokio) | hardcourt     | Ai Sugiyama          | 6-4, 4-6, 4-6 | details |
| 6.               | 2000-10-15 | WTA Japan (Tokio) | hardcourt     | Julie Halard-Decugis | 7-5, 5-7, 4-6 | details |
| 7.               | 2003-01-10 | WTA Hobart        | hardcourt     | Alicia Molik         | 2-6, 6-4, 4-6 | details |

### WTA-finaleplaatsen vrouwendubbelspel
| nr.              | finale     | toernooi          | ondergrond | partner          | tegenstandsters                      | score         |         |
| ---------------- | ---------- | ----------------- | ---------- | ---------------- | ------------------------------------ | ------------- | ------- |
| gewonnen finales |            |                   |            |                  |                                      |               |         |
| 1.               | 1991-04-14 | WTA Japan (Tokio) | hardcourt  | Maya Kidowaki    | Yone Kamio Akiko Kijimuta            | 6-2, 6-4      | details |
| 2.               | 1992-04-12 | WTA Japan (Tokio) | hardcourt  | Rika Hiraki      | Kimiko Date Stephanie Rehe           | 5-7, 7-6, 6-0 | details |
| 3.               | 1992-05-24 | WTA Luzern        | gravel     | Elna Reinach     | Karina Habšudová Marianne Werdel     | 7-5, 6-2      | details |
| 4.               | 1999-11-07 | WTA Québec        | tapijt (i) | Katie Schlukebir | Cara Black Debbie Graham             | 6-2, 6-3      | details |
| verloren finales |            |                   |            |                  |                                      |               |         |
| 1.               | 1990-10-28 | WTA Dorado        | hardcourt  | Julie Richardson | Olena Brjoechovets Natalia Medvedeva | 4-6, 2-6      | details |
| 2.               | 1993-02-14 | WTA Chicago       | tapijt (i) | Kimberly Po      | Katrina Adams Zina Garrison          | 6-7, 3-6      | details |
| 3.               | 1994-09-25 | WTA Nichirei      | hardcourt  | Rika Hiraki      | Julie Halard Arantxa Sánchez         | 1-6, 6-0, 1-6 | details |
| 4.               | 1996-04-21 | WTA Japan (Tokio) | hardcourt  | Kimberly Po      | Kimiko Date Ai Sugiyama              | 6-7, 7-6, 3-6 | details |
| 5.               | 1996-08-18 | WTA Los Angeles   | hardcourt  | Kimberly Po      | Lindsay Davenport Natallja Zverava   | 1-6, 4-6      | details |
| 6.               | 1996-10-27 | WTA Québec        | tapijt (i) | Kimberly Po      | Debbie Graham Brenda Schultz         | 1-6, 4-6      | details |
| 7.               | 1997-08-03 | WTA San Diego     | hardcourt  | Kimberly Po      | Martina Hingis Arantxa Sánchez       | 3-6, 5-7      | details |
| 8.               | 1998-04-19 | WTA Japan (Tokio) | hardcourt  | Rika Hiraki      | Naoko Kijimuta Nana Miyagi           | 3-6, 6-4, 4-6 | details |
| 9.               | 2000-07-30 | WTA Stanford      | hardcourt  | Cara Black       | Chanda Rubin Sandrine Testud         | 4-6, 4-6      | details |

### Gewonnen ITF-toernooien enkelspel
| nr. | finale     | toernooi | dotatie | tegenstandster in finale | score         |
| --- | ---------- | -------- | ------- | ------------------------ | ------------- |
| 1.  | 1987-04-12 | Kona     | $25.000 | Heather Crowe            | 6-2, 6-3      |
| 2.  | 1998-07-19 | Mahwah   | $50.000 | Li Fang                  | walk-over     |
| 3.  | 2002-10-06 | Fresno   | $50.000 | Marissa Irvin            | 6-4, 6-1      |
| 4.  | 2005-10-23 | Houston  | $50.000 | Anda Perianu             | 6-3, 3-6, 6-4 |

### Gewonnen ITF-toernooien dubbelspel
| nr. | finale     | toernooi   | dotatie | partner        | tegenstandsters in finale        | score         |
| --- | ---------- | ---------- | ------- | -------------- | -------------------------------- | ------------- |
| 1.  | 1987-02-01 | Tarzana    | $25.000 | Cinda Gurney   | Karen Dewis Lynn Lewis           | 6-3, 6-2      |
| 2.  | 1998-07-19 | Mahwah     | $50.000 | Rika Hiraki    | Jane Chi Jean Okada              | 4-6, 6-4, 6-4 |
| 3.  | 2002-11-10 | Pittsburgh | $50.000 | Jennifer Embry | Nana Miyagi Milagros Sequera     | 6-4, 6-2      |
| 4.  | 2003-11-09 | Pittsburgh | $50.000 | Janet Lee      | Gisela Dulko Meilen Tu           | 3-6, 6-1, 6-2 |
| 5.  | 2005-10-02 | Ashland    | $50.000 | Teryn Ashley   | Maria Fernanda Alves Ahsha Rolle | 6-1, 6-4      |

## Resultaten grandslamtoernooien
| Legenda | Legenda                          |
| ------- | -------------------------------- |
| g.t.    | geen toernooi gehouden           |
| l.c.    | lagere categorie                 |
| –       | niet deelgenomen                 |
| G       | uitgeschakeld in de groepsfase   |
| 1R      | uitgeschakeld in de eerste ronde |
| 2R      | uitgeschakeld in de tweede ronde |
| 3R      | uitgeschakeld in de derde ronde  |
| 4R      | uitgeschakeld in de vierde ronde |
| KF      | uitgeschakeld in de kwartfinale  |
| HF      | uitgeschakeld in de halve finale |
| F       | de finale verloren               |
| W       | het toernooi gewonnen            |
| w-v     | winst/verlies-balans             |

### Enkelspel
| Toernooi        | 1987 | 1988 | 1989 | 1990 | 1991 | 1992 | 1993 | 1994 | 1995 | 1996 | 1997 | 1998 | 1999 | 2000 | 2001 | 2002 | 2003 | 2004 | 2005 | 2006 |
| --------------- | ---- | ---- | ---- | ---- | ---- | ---- | ---- | ---- | ---- | ---- | ---- | ---- | ---- | ---- | ---- | ---- | ---- | ---- | ---- | ---- |
| Australian Open | –    | 1R   | 3R   | 1R   | 4R   | KF   | 1R   | 3R   | 3R   | 1R   | 1R   | –    | 2R   | 1R   | 2R   | 2R   | 2R   | 3R   | 3R   | 1R   |
| Roland Garros   | –    | 1R   | 1R   | –    | –    | 2R   | –    | 1R   | 3R   | 1R   | 2R   | –    | 2R   | 1R   | 3R   | 2R   | 1R   | 1R   | 2R   | 1R   |
| Wimbledon       | –    | 1R   | 2R   | 3R   | 4R   | 4R   | –    | 1R   | 2R   | 4R   | 2R   | 1R   | 1R   | 3R   | 3R   | 1R   | 2R   | 4R   | 1R   | 3R   |
| US Open         | 1R   | 3R   | 1R   | 1R   | 2R   | 1R   | 2R   | 2R   | KF   | 2R   | 1R   | 1R   | 3R   | 1R   | 1R   | 4R   | 3R   | 3R   | 2R   | 1R   |

### Vrouwendubbelspel
| Toernooi        | 1987 | 1988 | 1989 | 1990 | 1991 | 1992 | 1993 | 1994 | 1995 | 1996 | 1997 | 1998 | 1999 | 2000 | 2001 | 2002 |    | 2005 | 2006 |
| --------------- | ---- | ---- | ---- | ---- | ---- | ---- | ---- | ---- | ---- | ---- | ---- | ---- | ---- | ---- | ---- | ---- | -- | ---- | ---- |
| Australian Open | –    | 1R   | 2R   | 2R   | 1R   | 1R   | 2R   | 1R   | 1R   | 2R   | 2R   | –    | 1R   | 1R   | 2R   | 2R   | –  | 2R   |      |
| Roland Garros   | –    | 1R   | 1R   | –    | –    | 1R   | –    | 2R   | 3R   | 2R   | 2R   | –    | 2R   | 1R   | 2R   | 1R   | –  | 1R   |      |
| Wimbledon       | –    | 1R   | 1R   | –    | 2R   | 1R   | –    | 1R   | KF   | 1R   | 3R   | 2R   | 3R   | 3R   | 2R   | –    | –  | 1R   |      |
| US Open         | 1R   | 1R   | 1R   | 2R   | 2R   | 2R   | 3R   | 1R   | 1R   | 1R   | 3R   | KF   | 2R   | 2R   | 2R   | –    | 2R | 2R   |      |

### Gemengd dubbelspel
| Australian Open | –  | –  | –  | 1R | –  | 1R | –  | –  |
| Roland Garros   | –  | –  | 2R | –  | –  | 3R | –  | –  |
| Wimbledon       | –  | 2R | –  | –  | –  | –  | 1R | 3R |
| US Open         | 1R | 1R | –  | –  | 2R | 1R | 1R | 1R |